# 龍芳 (1914年)
龍芳（1914年—1964年6月20日），字志雲，安徽人，生於南京，臺灣製片人，曾任臺灣省電影製片廠廠長。

## 生平
中央警官學校畢業。從勵志社轉入聯勤總部工作，1947年來台後擔任國防部康樂總隊隊長，受到蔣經國倚重。
1955年出任臺灣省電影製片廠廠長，網羅王大川、王玨、李行、周旭江、楊文淦、楊甦等電影人才，並大力拔擢張美瑤成為國際明星。
1962年完成台灣第一部彩色寬銀幕劇情片《吳鳳》，曾4度當選中華民國戲劇協會理事長，3度率領台灣代表團參加亞洲影展（東南亞影展）。
1964年不幸於神岡空難中逝世。